# Sawadaeuops beijingensis
Sawadaeuops beijingensis es una especie de coleóptero de la familia Attelabidae.

## Distribución geográfica
Habita en China.